# Dărcăuți
Dărcăuți è un comune della Moldavia situato nel distretto di Soroca di 1.534 abitanti al censimento del 2004.

## Località
Il comune è formato dall'insieme delle seguenti località (popolazione 2004):
- Dărcăuți (1.302 abitanti)
- Dărcăuții Noi (1 abitante)
- Mălcăuți (231 abitanti)